# Heinrich Eberbach
Heinrich Eberbach, född 24 november 1895 i Stuttgart, död 13 juli 1992 i Notzingen, ca 20 km sydost om Stuttgart, var en tysk militär.
Eberbach befordrades till generalmajor i mars 1942 och till general i pansartrupperna i augusti 1943. Han erhöll Riddarkorset av järnkorset med eklöv i december 1941.

## Befäl
- 35. pansarregementet november 1938 – juli 1941
- 5. pansarbrigaden juli 1941 – januari 1942
- 4. Panzer-Division  januari - november 1942
- sårad och på sjukhus december 1942 – februari 1943
- inspektör vid pansartrupperna februari – oktober 1943
- ett antal pansarkårer oktober - december 1943
- kommenderad till Armeegruppe Model och ett antal befälsuppdrag fram till tillfångatagandet 31 augusti 1944

Eberbach var i brittisk krigsfångenskap augusti 1944 – januari 1948.